# Mountain Iron
Mountain Iron ist eine Kleinstadt (mit dem Status „City“) im St. Louis County im US-amerikanischen Bundesstaat Minnesota. Das U.S. Census Bureau hat bei der Volkszählung 2020 eine Einwohnerzahl von 2.878 ermittelt.
Mountain Iron ist mit den Nachbarstädten Virginia, Eveleth und Gilbert Bestandteil der Quad Cities Minnesotas.
Die Stadt bezeichnet sich selbst als "Taconite Capital of the World" wegen des hier geförderten Takonits, das in der hiesigen zur United States Steel Corporation gehörende Minntac-Mine gewonnen wird. Das vorverarbeitete Erz wird mit der Eisenbahn zu den Hafenstädten am Oberen See verbracht und von dort mit Frachtschiffen zu den Stahlstandorten im Gebiet der Großen Seen geliefert.

## Geografie
Mountain Iron liegt im Nordosten Minnesotas an der Mesabi Range, unweit der Grenze zu Kanada. Die geografischen Koordinaten von Mountain Iron sind 47°31′09″ nördlicher Breite und 92°36′23″ westlicher Länge. Das Stadtgebiet erstreckt sich über eine Fläche von 184,69 km², die sich auf 177,47 km² Land- und 7,22 km² Wasserfläche verteilen.
Benachbarte Orte von Mountain Iron sind Virginia und Eveleth (an der östlichen Stadtgrenze), Gilbert (15,4 km ostsüdöstlich), Iron Junction (14,4 km südlich), Buhl (13,6 km westsüdwestlich) und Kinney (12,2 km westlich).
Die nächstgelegenen größeren Städte sind Duluth am Oberen See (109 km südsüdöstlich), Minneapolis (321 km südsüdwestlich), Fargo in North Dakota (363 km westlich), Winnipeg in der kanadischen Provinz Manitoba (526 km nordwestlich) und Thunder Bay am Oberen See in der kanadischen Provinz Ontario (348 km ostnordöstlich).
Die Grenze zu Kanada befindet sich 163 km nördlich.

## Verkehr
Der U.S. Highway 53 und die hier auf gleicher Strecke verlaufende Minnesota State Route 169 bilden die östliche Stadtgrenze. Der U.S. Highway 169 führt von seinem nördlichen Endpunkt in der Nachbarstadt Virginia als wichtigste Straße der Stadt durch den Süden des Stadtgebiets von Mountain Iron. Alle weiteren Straßen sind untergeordnete und teils unbefestigte Fahrwege sowie innerörtliche Verbindungsstraßen.
Eine Eisenbahnstrecke der zur Canadian National Railway (CN) gehörenden Duluth, Missabe and Iron Range Railway verläuft durch das westliche Stadtgebiet von Mountain Iron von der Takonitmine zu den Hafenstädten Duluth und Two Harbors am Oberen See. Entlang der östlichen Stadtgrenze führt eine Strecke der ebenfalls zur CN gehörenden Duluth, Winnipeg and Pacific Railway, auf der andere Frachten transportiert werden.
Die nächstgelegenen Flughäfen sind der Range Regional Airport in Hibbing (36 km südwestlich) und der Duluth International Airport (103 km südsüdöstlich). Die nächsten größeren Flughäfen sind der Thunder Bay International Airport (344 km westnordwestlich) und der Minneapolis-Saint Paul International Airport (328 km südsüdöstlich).

## Demografische Daten
Nach der Volkszählung im Jahr 2010 lebten in Mountain Iron 2869 Menschen in 1336 Haushalten. Die Bevölkerungsdichte betrug 184,69 Einwohner pro Quadratkilometer. In den 1336 Haushalten lebten statistisch je 2,14 Personen.
Ethnisch betrachtet setzte sich die Bevölkerung zusammen aus 96,8 Prozent Weißen, 0,3 Prozent Afroamerikanern, 0,2 Prozent amerikanischen Ureinwohnern, 0,2 Prozent Asiaten sowie 2,0 Prozent aus anderen ethnischen Gruppen; 1,0 Prozent stammten von zwei oder mehr Ethnien ab. Unabhängig von der ethnischen Zugehörigkeit waren 0,6 Prozent der Bevölkerung spanischer oder lateinamerikanischer Abstammung.
20,7 Prozent der Bevölkerung waren unter 18 Jahre alt, 61,9 Prozent waren zwischen 18 und 64 und 17,4 Prozent waren 65 Jahre oder älter. 50,2 Prozent der Bevölkerung war weiblich.

Das mittlere jährliche Einkommen eines Haushalts lag bei 43.147 USD. Das Pro-Kopf-Einkommen betrug 25.085 USD. 10,0 Prozent der Einwohner lebten unterhalb der Armutsgrenze.